# Le Pape François : Un homme de parole
Pour plus de détails, voir Fiche technique et Distribution.
Le pape François : Un homme de parole (Pope Francis: A Man of His Word) est un film documentaire produit, coécrit et réalisé par Wim Wenders et sorti en 2018. Il porte sur la vie et les objectifs de François, le 266e pape et souverain du Vatican. De coproduction helvéto-italo-franco-allemande, le film est projeté en avant-première au Festival de Cannes 2018 et sort aux États-Unis le 18 mai 2018.

## Sujet
Le film suit le pape François, qui tente de diffuser son message de paix à l'époque moderne.

## Distribution
- Le pape François
- Joe Biden
- Paul Ryan
- Recep Tayyip Erdoğan
- John Kerry
- Angela Merkel
- Barack Obama
- Shimon Peres
- Vladimir Poutine
- Donald Trump
- Melania Trump
- Wim Wenders

## Production
Wim Wenders a initié ce projet avec son coproducteur David Rosier après avoir reçu une lettre du Vatican lui proposant de réaliser un projet à propos du pape François. Profondément touché par l'encyclique du pape Laudato Si, le cinéaste décide de relever le défi. Wenders enregistre ses interviews avec le pape François, ainsi que des reconstitutions d'événements et les scènes à Assise avec une totale liberté éditoriale. Le reste du film est constitué d'images de télévision et d'archives du Vatican auquel il a eu accès. Wim Wenders affirme avoir eu le final cut du film.

## Accueil du film

### Box-office
Le pape François : Un homme de parole sort le 18 mai 2018 aux États-Unis. Au week-end suivant sa sortie, il a généré 507 870 $ de recettes dans 346 cinémas, atteignant la 16e place du box-office.

### Accueil critique
Le site Rotten Tomatoes accorde au film un total d'approbation de 89 % d'après 56 critiques, avec une note moyenne de 7,1/10. Le résumé critique du site affirme : « Le pape François : Un homme de parole offre un regard captivant sur les idées et le message du pontife, bien que sa distance à l'homme ne convertira personne. » Sur Metacritic, le film reçoit une moyenne de 63 sur 100 d'après 24 critiques, avec des « critiques globalement positives ». 92 % des personnes sondées par PostTrak (en) ont apprécié le film ; 82 % le recommandent.